# Nihility
Nihility è il secondo album in studio del gruppo death metal polacco Decapitated, pubblicato nel 2002.

## Tracce
1. Perfect Dehumanisation (The Answer?) – 5:25
2. Eternity Too Short – 4:32
3. Mother War – 4:08
4. Nihility (Anti-Human Manifesto) – 4:59
5. Names – 3:52
6. Spheres of Madness – 5:14
7. Babylon's Pride – 4:15
8. Symmetry of Zero – 2:36

Traccia bonus nell'edizione tedesca
1. Suffer the Children (Napalm Death cover) – 4:39

## Formazione
- Wojciech "Sauron" Wąsowicz – voce
- Wacław "Vogg" Kiełtyka – chitarra
- Marcin "Martin" Rygiel – basso
- Witold "Vitek" Kiełtyka – batteria